# Ідеальний чоловік (фільм, 1980)
«Ідеальний чоловік» (рос. «Идеальный муж») — радянська екранізація однойменної комедії  Оскара Уайльда, здійснена в 1980 році.

## Сюжет
Що може загрожувати прекрасному майбутньому? Тільки жахливе минуле. Депутат британського парламенту сер Роберт Чілтерн відомий своєю чесністю і непідкупністю. До пари йому і його дружина — леді Чілтерн, що являє собою приклад високої моральності. Однак минуле сера Роберта, як виявилося, зовсім не бездоганне.
Відома світська авантюристка Лора Чівлі, що володіє доказами його давнього ганебного вчинку, намагається шантажувати Чілтерна. Під загрозою опиняються не тільки репутація та кар'єра сера Роберта, але і сімейне щастя. На допомогу йому приходить найкращий друг — лорд Горінг.

## У ролях
- Юрій Яковлєв —  сер Роберт Чілтерн
- Людмила Гурченко —  місіс Лора Чівлі
- Едуард Марцевич —  Артур, лорд Горінг
- Павло Кадочников —  лорд Кавершем, батько лорда Горінга
- Олена Коренєва —  міс Мейбл Чілтерн, сестра сера Роберта
- Анна Твеленьова —  Гертруда, леді Чілтерн
- Ігор Дмитрієв —  віконт де Нанжак
- Іван Воронов —  Месон
- Євгенія Ханаєва —  леді Маркбі
- Еве Ківі —  графиня Безілдон
- Алла Будницька —  місіс Марчмонт
- Альберт Філозов —  Том Траффорд, секретар сера Роберта
- Борис Хімічев —  Джабез Керіб, секретар місіс Чівлі
- Костянтин Карельських —  Фіппс, дворецький лорда Горінга

## Знімальна група
- Автор сценарію і режисер:  Віктор Георгієв
- Оператор:  Федір Добронравов
- Художник:  Костянтин Форостенко
- Художник по костюмах:  Анна Ганевська
- Композитор: Едісон Денисов